# Ewing (Nebraska)
Ewing je selo u američkoj saveznoj državi Nebraska. Prema popisu stanovništva iz 2010. u njemu je živjelo 387 stanovnika.